# Chiesa di Santa Chiara (Milano)
La chiesa di Santa Chiara era una chiesa di Milano. Situata in via Monte di Pietà, fu soppressa nel 1782.

## Storia
La chiesa con l'annesso monastero sorse tra il 1454 e il 1458 dopo la scissione col vicino convento agostiniano della vicina chiesa di Sant'Agostino. Un aneddoto storico rivela che durante l'invasione francese di Milano Francesco I di Francia fosse intenzionato a violare e a saccheggiare il convento, ma la badessa lo fece desistere dall'intento presentandosi all'ingresso del complesso impugnando una croce

## Architettura
L'edificio primitivo che componeva la chiesa fu consacrato nel 1448, quando vi furono poste alcune le reliquie dei santi Geronzio di Cervia, Eufemia di Calcedonia, sant'Agnese e santa Ugolina. L'oratorio originale fu ampliato negli anni successivi: la nuova chiesa costruita era divisa in due parti: una parte interna per le suore di clausura ed una parte esterna per i credenti. Poiché la chiesa si presentava meno di un secolo dopo quasi in stato di rovina, subì dei pesanti rifacimenti attorno all'anno 1589, assumendo l'aspetto a navata unica con due altari che avrebbe conservato fino al diciottesimo secolo. Sull'altare maggiore era presenta un dipinto di Gaudenzio Ferrari raffigurante la Beata Vergine con Gesù Bambino con i santi Chiara e Antonio da Padova. Sull'ingresso della chiesa, sopra il portale era dipinta la storia secondo cui Santa Chiara caccia i soldati di Federico Barbarossa giunti per profanare il santuario, a cui sarebbe ispirato l'aneddoto posteriore della cacciata di Francesco I.